# 小山町 (町田市)
小山町（おやままち）は、東京都町田市の地名。「丁目」の設定のない単独町名である。郵便番号は194-0212。

## 地理
町田市北西部に位置する東西に細長い街である。東は常盤町、西は相原町、南は神奈川県相模原市緑区橋本、緑区東橋本、中央区宮下本町、中央区上矢部、北は小山ヶ丘と接している。
元は現在の小山ヶ丘の区域の大部分を含み、ほぼ多摩丘陵の尾根筋を境にして同じ町田市（旧忠生村）の上小山田町や八王子市（旧由木村）の鑓水などに隣接していた。現在は丘陵上が小山ヶ丘として分立し、丘陵の南斜面と境川北岸の細長い平地を貫通する町田街道沿いの区域が小山町と称している。
古くからの集落は町田街道に沿った街村の形態をとり、境川沿いには水田が分布した。一方、北側の多摩丘陵南斜面は森林または畑地として利用されていた。しかし、1990年の京王相模原線開通を契機に町域全体で宅地化が進み、農地は急速に減少している。ただし、多摩ニュータウンの一部として大規模かつ計画的な開発が進められた丘陵上の小山ヶ丘の区域とは違い、個別に小規模で無計画な宅地化が進行している。
都県境である境川を挟んだ南の神奈川県相模原市側も元は大字小山と称した。1960年代後半以降に住居表示が実施されるまではJR横浜線付近までの広い区域を占めていたが、住居表示の実施に伴って新町名が編成されたために区域が縮小し、現在は町田市側の小山町と隣接してはいない。

### 河川
- 境川 - 神奈川県相模原市との都県境付近を流れる。

### 境界変更
2016年に神奈川県相模原市との境界変更（同市との変更は7回目。越境合併参照）を行った。境川の旧流路を境界としていたため県境が蛇行していたが、町田市側にはみ出している地域を町田市に編入、相模原市側にはみ出ている地域を相模原市へ編入したが、一部では地権者の同意の関係で未実施の部分もある。また、大正橋付近には1区画だけ相模原市の飛び地があったが、2020年の境界変更によって町田市に編入されて飛び地は解消した。一方、相模原市側の町田市の小さな飛び地2つ（坂本橋付近と東橋本三丁目内部）は残っている。従前は短距離で県境をまたぐためカーナビなどでの告知（「東京都に入りました」が連続）が話題となっていた。

## 歴史
16世紀末に境川が武蔵国と相模国の境界として確定するまで、一部地域は相模国高座郡に属していた。元は境川（高座川）を挟んだ広い区域全体が「小山」を称していたが、この分割によって境川の北側が武蔵国多摩郡小山村となった。一方、相模国高座郡に残った境川南岸にも17世紀初めに同郡上相原村（相原村とも）から分立した相模国高座郡小山村が成立している。

### 地名の由来
横山党小山氏の居館があったことから。隣接する小山田（上小山田町・下小山田町。小山田氏が居館を置いた）との関連性は不明である。
境川をはさんで北側に位置することから「ヒナタオヤマ（日向小山）」とも呼ばれた。一方、南側（相模国側）の高座郡小山村は「ヒカゲオヤマ（日陰小山）」と呼ばれた。

### 沿革
- 1185年（元暦2年）ごろから横山党小山氏の所領になっていたとされている。
- 1878年（明治11年） - 郡区町村編制法により、南多摩郡に属し、神奈川県南多摩郡小山村となる。
- 1889年（明治22年） - 南多摩郡相原村と同郡小山村が合併して神奈川県南多摩郡堺村となり、同村の大字小山となる。
- 1893年（明治26年） - 堺村が、三多摩の東京府移管により東京府南多摩郡堺村となる。
- 1958年（昭和33年） - 南多摩郡町田町・鶴川村・忠生村・堺村の1町3村が対等合併による市制施行で町田市が成立し、同市の小山町となる。
- 2004年（平成16年）4月1日 - 北部の丘陵上の区域が小山ヶ丘一丁目〜六丁目として分離。
- 2013年（平成25年）12月1日 - 神奈川県相模原市と境界の一部を変更。
- 2016年（平成28年）12月1日 - 神奈川県相模原市と境界の一部を変更。
- 2020年（令和2年）12月1日 - 神奈川県相模原市と境界の一部を変更。

## 世帯数と人口
2018年（平成30年）1月1日現在の世帯数と人口は以下の通りである。
| 町丁   | 世帯数    | 人口     |
| ------ | --------- | -------- |
| 小山町 | 7,364世帯 | 18,298人 |

## 小・中学校の学区
市立小・中学校に通う場合、学区は以下の通りとなる。
| 番地 | 小学校                 | 中学校             | 選択可能校         |
| --- | ---------------------- | ------------------ | ------------------ |
| 1～2338番地、2347～2419番地、2421～2532番地 2546～2639番地、2640番地の3～4・15・19・21 2645番地の2～3、2646～2647番地、2649番地 2650番地の3、2651番地の3～4、2658～2660番地 4650～4692番地、5013～5015番地 | 町田市立小山小学校     | 町田市立小山中学校 |                    |
| 2651番地の5～8、3047～3048番地、3060番地 3062～3064番地、3067番地の1・3～5 3068～3122番地、3124番地、3125番地の2 3128番地、3133番地、3136番地、3150番地 3156番地、3162番地、3163番地の2～4 3164番地～3307番地の1、3307番地の6～12 3308番地～3310番地の5、3310番地の36～38 3312番地、3324番地～3449番地の7 3449番地の32・137～139・142・146・187 3449番地の189～193、3450番地、3453番地の1～6 3453番地の24～39・43～45、3454～3536番地 3542～4259番地、4262～4435番地、4469番地 4479番地、4485番地、4500～4514番地 4600～4604番地、5348番地の4～6、5348番地の10 | 町田市立小山ヶ丘小学校 | 町田市立堺中学校   |                    |
| 3307番地の2・4・14～21、3310番地の6～14 3310番地の17～19・23～35・41～47、3316番地 3322～3323番地、3449番地の8・35～40・43～45 3449番地の47～48・51～67・72～112・115～121 3449番地の124・127～133・135～136・172～186 3451番地、3453番地の7～23、3537～3541番地 4467～4468番地、4605～4608番地 | 町田市立小山ヶ丘小学校 | 町田市立堺中学校   | 町田市立小山中学校 |
| 2339～2346番地、2420番地、2533～2545番地 2640番地の1・5・7～12・16～18・20、2641～2644番地 2645番地の1・4、2650番地の1・4～6、2651番地の1～2 2651番地の9～12、2652～2657番地、3042～3046番地 3049～3059番地、3061番地、3065～3066番地 3067番地の2・6～7、3123番地、3125番地の1・3 3126～3127番地、3129～3132番地、3134～3135番地 3137～3149番地、3151～3155番地、3157～3161番地 3163番地の1、4260～4261番地、4461～4464番地 5000～5012番地、5016～5051番地 | 町田市立小山中央小学校 | 町田市立小山中学校 |                    |

## 交通

### 鉄道
最寄り駅は多摩境駅、西部の場合は橋本駅へのバスも出ているため橋本駅を利用する。

### 路線バス
神奈川中央交通と神奈中タクシー（淵40のみ）が、町田街道を経由して橋本駅や町田駅（町田バスセンター）等を結ぶ路線バスを運行している。
- 町30 : 町田BC/TM - 保健所入口 - 市民病院前 - 馬場十字路 - 久保ヶ谷戸 - 橋本駅北口
- 町60 : 町田BC/TM - 保健所入口 - 市民病院前 - 馬場十字路 - 多摩境駅 - 久保ヶ谷戸 - 橋本駅北口
- 町62 : 町田BC - 保健所入口 - 市民病院前 - 馬場十字路 - 横土手 - 沼入口 - 神奈中多摩車庫（町田行は早朝のみ、車庫行は夜間のみ）
- 町63 : 町田BC → 保健所入口 → 市民病院前 → 馬場十字路 → 横土手（平日深夜のみ）
- 町28 : 町田TM - 町田市民病院 - 常盤 - 小山小学校前 - 片所 - 田端 - 久保ヶ谷戸 - ネイチャーファクトリー東京町田（町田市民バスまちっこ相原ルート、平日1日3往復）
- 淵65 : 淵野辺駅北口 - 馬場十字路 - 見晴らしの丘 - 多摩境通り北 - 神奈中多摩車庫
- 淵40 : 矢部駅・相模野病院前 → 淵野辺駅北口 → 馬場十字路 → 淵野辺駅北口 → 矢部駅・相模野病院前（相模原市コミュニティバス・ピンくる号循環便、平日のみ）
- 淵40 : 上矢部一丁目 → 馬場十字路 → 淵野辺駅北口 → 矢部駅・相模野病院前（相模原市コミュニティバス・ピンくる号急行便、平日朝方のみ）
- 淵40 : 矢部駅・相模野病院前 → 淵野辺駅北口 → 馬場十字路 → 馬場橋南（相模原市コミュニティバス・ピンくる号急行便、平日夜間のみ）
- 橋80 : 橋本駅北口 - 堂の前 - 御嶽堂 - 沼入口 - 神奈中多摩車庫（橋本行は朝方のみ、車庫行は夜間及び深夜バス）

### 道路・橋梁
- 東京都道47号八王子町田線（町田街道）

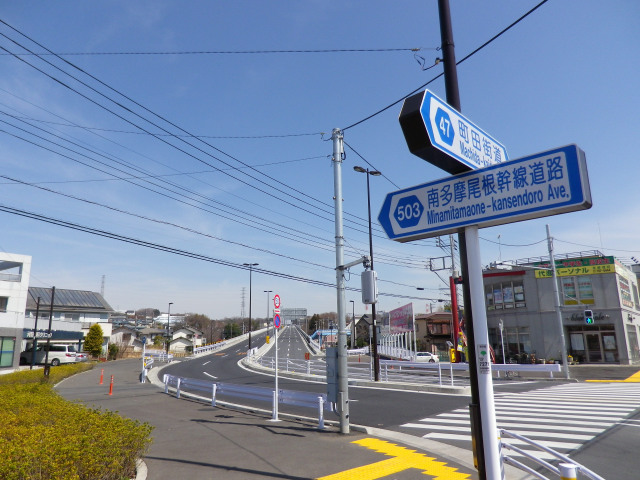
南多摩尾根幹線道路 小山沼陸橋

- 東京都道158号小山乞田線（多摩ニュータウン通り）
- 東京都道503号相模原立川線（南多摩尾根幹線）
  - 小山沼陸橋
- 久保ヶ谷戸通り
  - 久保ヶ谷戸トンネル
- 境川自転車歩行者専用道路（境川ゆっくりロード）
- 小山橋・蓬来橋・坂本橋人道橋・坂本橋・大正橋・昭和橋・平成橋・小山橋・上中村橋・高橋・馬場橋（境川）

## 施設
行政
- 町田市小山市民センター

文化
- 小山子どもクラブさん

教育
- 小学校
  - 町田市立小山小学校

警察
- 南大沢警察署小山駐在所

郵便局
- 町田西郵便局
- 町田小山郵便局

商業
- クリエイトSD新町田小山店
- ビッグヨーサン町田小山店
- 業務スーパー町田小山店
- ウエルシア町田小山町店（旧ハックドラッグ）
- セリア町田小山店
- しまむら小山町店

公園
- 小谷田端公園
- 上馬場谷戸公園

寺院・神社
- 長泉寺
- 日枝神社
- 御嶽神社
- 福生寺
- 宝泉寺

遺跡
- 田端遺跡